# Raport Rettiga

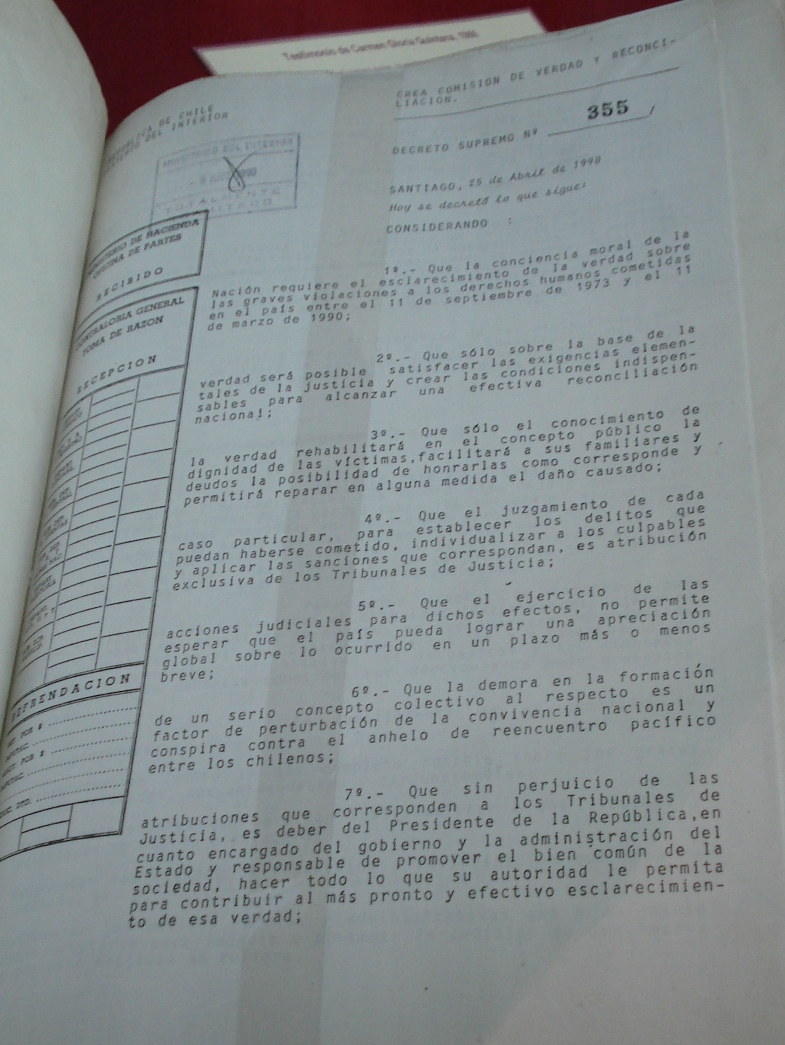
Dekret ustanawiający Narodową Komisję Prawdy i Pojednania

Raport Rettiga, oficjalnie Raport Narodowej Komisji Prawdy i Pojednania, opisuje przypadki łamania praw człowieka, które skończyły się śmiercią lub zniknięciem osób podczas trwania reżymu Pinocheta w Chile w okresie od 11 sierpnia 1973 do 11 marca 1990 roku.

## Charakterystyka raportu
Komisja, powołana w 1990 roku przez urzędującego w tym czasie prezydenta Patricio Aylwin, W raporcie ustalono, że 2279 osób zabito z przyczyn politycznych. W kolejnych 641 przypadkach, nie ustalono jednoznacznie czy osoby te zostały zabite z przyczyn politycznych. 508 przypadków uznano za pozostające poza mandatem komisji. W następnych 449, nie ustalono żadnych informacji poza nazwiskami zaginionych osób.
Raport Narodowej Komisji Prawdy i Pojednania, popularnie znany jest pod nazwą Raportu Rettiga od nazwiska senatora Raúla Rettiga, przewodniczącego komisji, w skład której wchodzili również Jaime Castillo Velasco, José Luis Cea Egaña, Mónica Jiménez de la Jara, Laura Novoa Vásquez, José Zalaquett Daher, Ricardo Martín Díaz, i Gonzalo Vial Correa. Został ogłoszony w lutym 1991.